# فرانسس شتينجاس
فرانسس جوزف شَتيْنْجَاس (1240 - 1321 ه‍ / 1825 - 1903 م) هو لغوي ومستشرق بريطاني من أصل ألماني يهودي.
له قاموس «عربي إنكليزي» وكان يحسن أربعة عشر لغة، منها العربية والفارسية والسنسكريتية.

## وصلات خارجية
- قاومس شتينجاس (فارسي-إنكليزي) - The Digital South Asia Library